# گری الکینز (بازیکن فوتبال)
گری الکینز (انگلیسی: Gary Elkins؛ زادهٔ ۴ مهٔ ۱۹۶۶) بازیکن فوتبال اهل بریتانیا است.
از باشگاه‌هایی که در آن بازی کرده‌است می‌توان به باشگاه فوتبال اکستر سیتی، باشگاه فوتبال سوئیندون تاون، باشگاه فوتبال فولام و باشگاه فوتبال ویمبلدون اشاره کرد.